# Benz Truck (Gelik)
Benz Truck (Gelik) (in russo Benz Truck (Гелик)?) è un singolo del rapper statunitense Lil Peep, pubblicato il 9 giugno 2017 come primo estratto del primo album in studio Come Over When You're Sober, Pt. 1.

## Antefatti
Introdotto da un riff di chitarra elettrica che si ripete per quasi tutta la sua durata, il brano unisce sonorità trap, emo e hip hop ed è il singolo estratto per anticipare Come Over When You're Sober, Pt. 1.

## Video musicale
Per la canzone è stato diretto un videoclip, che ha in seguito ottenuto un successo virale. Nel video viene mostrato Lil Peep eseguire il brano in una località in Russia. Sono presenti sottotitoli in lingua russa e scene in cui il cantante si trova vicino a un monastero circondato da pecore, o canta mentre è a bordo di un camion della Mercedes-Benz (da cui il nome del pezzo) mentre il suo corpo è attraversato da scariche di corrente elettrica.

## Formazione
Musicisti
- Lil Peep – voce, testi
- Rob Cavallo – chitarra elettrica
- Juan Alderete – basso

Produzione
- Smokeasac – produzione
- The Invisible Men – co-produzione